# Arthur Wellesley, 2.º Duque de Wellington
Arthur Richard Wellesley, 2.º Duque de Wellington KG PC (Londres, 3 de fevereiro de 1807 – Brighton, 13 de agosto de 1884) foi um soldado e político britânico. Era filho de Arthur Wellesley, 1.º Duque de Wellington, e sua esposa Catherine Pakenham, sucedendo seu pai no Ducado de Wellington em 1852. Ele foi o "mestre dos cavalos" da rainha Vitória do Reino Unido de 1853 a 1858, sendo feito também um cavaleiro da Ordem da Jarreteira.

## Biografia
Foi educado em Eton, Christ Church, em Oxford e do Trinity College, em Cambridge. Ele se tornou conhecido pelo título de cortesia Lorde Douro, quando seu pai foi criado conde de Wellington em 1812 e como Marquês Douro em 1814 depois que seu pai foi elevado a duque.
Lorde Douro tornou-se um alferes no 81.º Regimento de Infantaria, em 1823 e no 71.º (Highland) Regimento de Infantaria, em 1825, um corneta em 1825, um tenente em 1827  e um capitão do Real Horse Guards em 1828 e no King's Royal Rifle Corps do mesmo ano, um major do King's Royal Rifle Corps em 1830 e no Rifle Brigade em 1831, um tenente-coronel desvinculado em 1834, um coronel em 1846, um tenente-coronel da Victoria (Middlesex) Rifle Volunteer Corps, em 1853 e um major-general em 1854.
Lorde Douro foi eleito para o parlamento por Aldeburgh, em 1829, um assento que ocupou até 1832. Ele estava fora do parlamento até 1837, quando ele retornou por Norwich. Em 1852, ele sucedeu seu pai no ducado e entrou na Câmara dos Lordes. No início de 1853, ele foi empossado do Conselho Privado e nomeado mestre do cavalo na coalizão de governo de Lord Aberdeen, um posto que manteve quando Lord Palmerston se tornou primeiro-ministro em 1855. Demitiu-se, juntamente com o resto do governo Palmerston em 1858. Neste último ano foi feito Cavaleiro da Ordem da Jarreteira.
Wellington casou-se com lady Elizabeth Hay, filha do marechal de campo George Hay, 8.º Marquês de Tweeddale, em 1839. Eles não tiveram filhos. O casamento não foi feliz embora lady Elizabeth fosse uma favorita de seu sogro. Em sucedendo seu pai ilustre, foi dito ter comentado: "Imagine o que vai ser quando o duque de Wellington for anunciado, e só eu andar na sala." A relação entre pai e filho é frequentemente descrita como o caso clássico de filho de um pai famoso que nunca é capaz de fazer jus ao seu legado. Wellington morreu na Estação Ferroviária de Brighton, Brighton, Sussex, em agosto de 1884, com 77 anos, e foi sepultado na sede da família em Stratfield Saye House, Hampshire. Ele foi sucedido por seu sobrinho, Henry.